# Listroptera tenebricosa
Listroptera tenebricosa är en skalbaggsart som först beskrevs av Olivier 1790. Listroptera tenebricosa ingår i släktet Listroptera och familjen långhorningar.
Artens utbredningsområde är:
- Costa Rica.
- Guatemala.
- Honduras.
- Nicaragua.
- Panama.
- Uruguay.

Inga underarter finns listade i Catalogue of Life.